# Heliógrafo

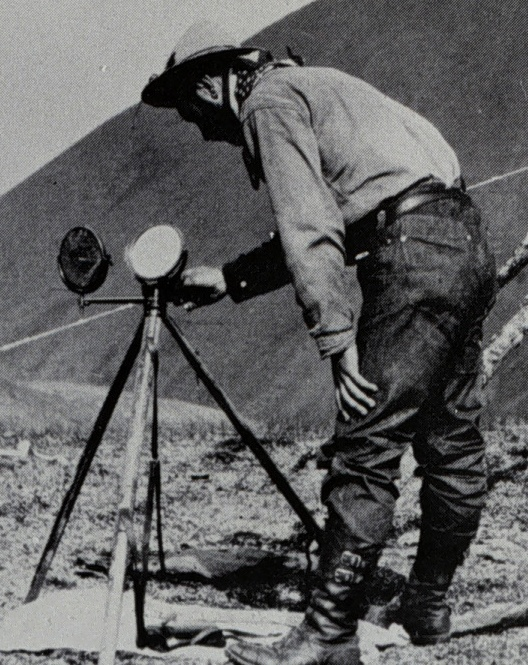
Fig. 1: Sinalização com um heliógrafo Mance; fronteira Alasca-Canadá, 1910.

Uma heliógrafo é um sistema de telégrafo solar que sinaliza por meio de flashes de luz solar (geralmente usando código Morse da década de 1840) refletidos por um espelho. Os flashes são produzidos pela rotação momentânea do espelho ou pela interrupção do feixe com um obturador. O heliógrafo era um instrumento simples, mas eficaz para comunicação óptica instantânea em longas distâncias durante o final do século XIX e início do século XX. Seus principais usos eram militares, topografia e proteção florestal. Os heliógrafos eram equipamentos padrão nos exércitos britânico e real australiano até a década de 1960 e foram usados pelo exército paquistanês até 1975.